# Àïxa bint Muhàmmad ibn al-Àhmar

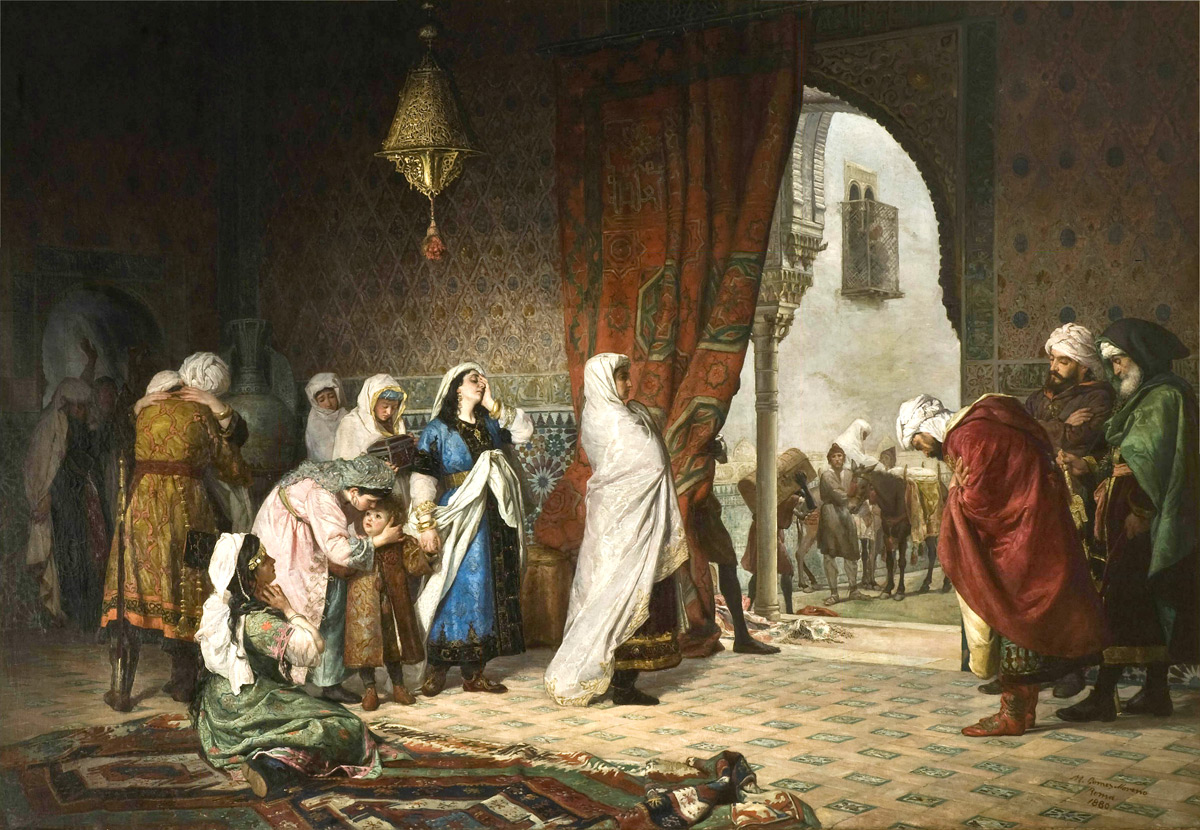
La reina Aixa, representada en l'obra de Manuel Gómez-Moreno Sortida de la família de Boabdil de l'Alhambra (1880) com a personatge central de la pintura

Àïxa bint Muhàmmad ibn al-Àhmar (àrab: عائشة بنت محمد بن الأحمر, ʿĀʾixa b. Muḥammad b. al-Aḥmar), anomenada Àïxa al-Hurra (àrab: عائشة الحرَّة, ʿĀʾixa al-Ḥurra), ‘Àïxa l'Honesta’, i coneguda a la tradició espanyola com Aixa, fou reina de Granada. Va viure durant el segle xv i va ser esposa d'Abu-l-Hàssan Alí i mare de Muhàmmad XI «Boabdil», a qui va ajudar, amb el suport dels Banu Sarraj, per accedir al tron de Granada. Afavoridora de les intrigues palatines i rival d'Elisabet de Solís, va ser l'ànima de la resistència contra els Reis Catòlics i va acompanyar el seu fill, l'any 1493, en el seu exili a Fes, on va morir al cap de poc temps.
La llegenda diu que, quan anàven de camí cap a les Alpujarras, entre les actuals viles de Villa de Otura i El Padul, Boabdil va girar la vista enrere plorant per veure Granada per última vegada i Àïxa li va dirː «Plora com una dona, el que no has sabut defensar com un home». És per això que aquest port de muntanya rep el nom de Sospir del Moro.

## A la ficció
Àïxa apareix a la sèrie Isabel, de La 1, interpretada per Alicia Borrachero.